# Татарка (Галац)
Татарка (рум. Tătarca) насеље је у Румунији у округу Галац у општини Тулучешти. Oпштина се налази на надморској висини од 30 m.

## Становништво
Према подацима из 2002. године у насељу је живело 831 становника, од којих су сви румунске националности.